# Mean Girls (musical)
Mean Girls is een musical gebaseerd op de gelijknamige film uit 2004, geschreven door Tina Fey. De musical bevat muziek van Jeff Richmond, liedteksten van Nell Benjamin en teksten van Fey. De musical ging op 31 oktober 2017 in première in het National Theatre in Washington D.C. en opende op Broadway in april 2018 in het August Wilson Theatre. Vanwege de COVID-19-pandemie speelde de show zijn laatste voorstelling op Broadway op 11 maart 2020.

## Achtergrond
Een musicalbewerking van de film Mean Girls uit 2004 was al in de maak in 2013. Nieuws dook op 3 oktober 2016 op - de dag van het jaar die fans "Mean Girls Day" noemen, in verwijzing naar een zin in de film - dat de musical zijn wereldpremière zou beleven in Washington D.C. in de herfst van 2017. Op 30 december 2016 bevestigden de producenten dat de musical in oktober 2017 zijn première zou hebben in het National Theatre.

## Plot
De musical volgt voor het grootste gedeelte het verhaal van de film, met enkele aanpassingen zoals:
- Coach Carr heeft slechts een cameo en zijn verhaallijn omtrent relaties met leerlingen is weggelaten.
- The Plastics dansen tijdens de talentenjacht niet op Jingle Bell Rock maar op Rockin around the pole.
- Regina's onzekerheid uit de film is weggelaten, in de musical is ze meer zeker van haar zaak.
- Gretchen twijfelt meer over haar keuzes en denkt beter na.

## Cast
| Karakter                           | Washington D.C. (2017)                            | Broadway (2018)                                   | National Tour (2019) |
| ---------------------------------- | ------------------------------------------------- | ------------------------------------------------- | -------------------- |
| Cady Heron                         | Erika Henningsen                                  | Erika Henningsen                                  | Danielle Wade        |
| Regina George                      | Taylor Louderman, later vervangen door Reneé Rapp | Taylor Louderman, later vervangen door Reneé Rapp | Mariah Rose Faith    |
| Janis Sarkisian                    | Barrett Wilbert Weed                              | Barrett Wilbert Weed                              | Mary Kate Morrissey  |
| Damian Hubbard                     | Grey Henson                                       | Grey Henson                                       | Eric Huffman         |
| Gretchen Wieners                   | Ashley Park                                       | Ashley Park                                       | Megan Masako Haley   |
| Karen Smith                        | Kate Rockwell                                     | Kate Rockwell                                     | Jonalyn Saxer        |
| Mrs. Heron/Ms. Norbury/Mrs. George | Kerry Butler                                      | Kerry Butler                                      | Gaelen Gilliland     |
| Aaron Samuels                      | Kyle Selig                                        | Kyle Selig                                        | Adante Carter        |
| Kevin Gnapoor                      | Cheech Manohar                                    | Cheech Manohar                                    | Kabir Bery           |
| Mr. Duvall                         | Rick Younger                                      | Rick Younger                                      | Lawrence E. Street   |

## Nummers
Nummers:
Opmerkingen:
- † Geen deel van de CD
- †† Op de CD deel van "Fearless".
- ‡ Geknipt uit de tour productie en in de nieuwe versie op Broadway.[11]

Akte 1
- "A Cautionary Tale" – Janis, Damian
- "It Roars" – Cady, Ensemble
- "It Roars (Reprise)"† – Cady, Ensemble
- "Where Do You Belong?" – Damian, Janis, Cady, Ensemble
- "Meet the Plastics" – Regina, Gretchen, Karen, Janis, Damian, Cady
- "Stupid with Love" – Cady
- "Apex Predator" – Janis, Cady, Ensemble
- "What’s Wrong with Me?" – Gretchen
- "Stupid with Love (Reprise)" – Aaron, Cady
- "Sexy" – Karen, Female Ensemble
- "Someone Gets Hurt" – Regina, Aaron, Male Ensemble
- "Revenge Party" – Janis, Damian, Cady, Company
- "Fearless" – Cady, Gretchen, Karen, Ensemble
- "Someone Gets Hurt" (Reprise 1)†† ‡ – Regina, Ensemble

Akte 2
- "A Cautionary Tale (Reprise)"† - Janis, Damian
- "Stop" – Damian, Art Students, Karen, Ensemble
- "What's Wrong With Me? (Reprise)" – Gretchen, Mrs. George
- "Whose House Is This?" – Kevin G, Cady, Gretchen, Karen, Ensemble
- "More Is Better" – Cady, Aaron, Ensemble
- "Someone Gets Hurt (Reprise)" – Cady, Janis, Damian
- "World Burn" – Regina, Ensemble
- "I'd Rather Be Me" – Janis, Ensemble
- "Fearless (Reprise)"† – Cady
- "Do This Thing" – Cady, Ms. Norbury, Kevin G, Mathletes
- "I See Stars" – Cady, Company

## Film
23 januari 2020 kondigde Tina Fey aan dat er een film gebaseerd op de musical in de maak is. Deze film kwam in januari 2024 uit.